# Qinna
Qinna (擒拿, w angielskiej transkrypcji chin-na) stanowi zbiór technik walki. Ma zastosowanie w chińskich sztukach walki (wushu). Obejmuje techniki manipulacji stawami, chwyty, trzymania, dźwignie, oraz wykorzystanie punktów witalnych na ciele człowieka. Ma na celu samoobronę. Techniki te służą chwytaniu i kontrolowaniu przeciwnika. Celem jest obezwładnienie przeciwnika.
Słowo qin znaczy "uchwycić" lub "usidlić", na znaczy "unieruchomić" lub "złamać" i odnosi się do kontrolowania. Używa się również określenia qinna su; słowo su oznacza technikę. Qinna su dosłownie oznacza więc po chińsku technikę usidlania i chwytu. Teoria qinna w dużym stopniu się nakłada na technikę z chińskiej medycyny znanej jako tuina (推拏) tak jak i użycie ofensywnego lub defensywnego qigong jako dopełnienie treningu w niektórych stylach. Qinna rozwinęła wraz ze znajomością anatomii i akupressury. Bardzo często wykorzystanie badań i używanie punktów akupressurowych zwiększa skuteczność dźwigni używanych przez praktyka. Techniki podobne do qinna są do pewnego stopnia ćwiczone przez niemal wszystkie sztuki walki na całym świecie. Jednak pewne szkoły używają tego podejścia do walki w większym stopniu niż inne. Qinna niewątpliwie wywarła wpływ na japońskie jiu-jitsu. Zawiera bowiem teorię bardzo daleko posuniętą, która tworzy wysoce efektywny system, dający się dopasować do wielu sztuk walki. Jednakże sama nie jest sztuką walki. Wraz z technikami uderzeń i technikami zmierzającymi do rzucenia lub sprowadzenia przeciwnika do parteru, składa się na techniki walki gołymi rękami wushu. Według badań archeologicznych, zapasy poprzedzały techniki uderzeń. Qinna jest prawdopodobnie tak samo stara jak techniki zapasów. Pochodzenie qinna jest niewątpliwie chińskie, ale być może wpłynęły na nią indyjskie sztuki walki, gdy Chiny zetknęły się z buddyzmem, albowiem i w Indiach istnieją systemy walki opierające się na kontroli stawów. Wiele chińskich sztuk walki specjalizuje się w tych zastosowaniach. Style takie jak "szpony orła" (yingzhuaquan), który zawiera 108 rozmaitych technik qinna, styl modliszki (tanglangquan) i techniki "tygrysich pazurów" ze stylu hongjiaquan są dobrze znanymi przykładami. Qinna jest nie tylko zbiorem kluczy na ramiona. Obejmuje również kontrolę palców, nadgarstków, łokci, barków, szyi, tułowia, kolan, stóp (mniej jest technik na dolne części ciała), ataki na punkty witalne, ale także duszenia, ciosy pięścią, rzuty i trzymania. Często dzieli się techniki qinna na 5 kategorii:
- Akcje na mięśnie i ścięgna: 
  - rozdzielanie fen jin
  - chwytanie zhua jin
- Akcje na kości i stawy (przemieszczanie):  cou gu
- Akcje na oddychanie (zatrzymywanie): bi qi
- Akcje na obieg krwi (uciskanie żył lub tętnic): duann-mie
- Akcje na obieg energii (uciskanie meridianów): dim-mak
- Akcje na punkty witalne:
  - uciskanie: dian xue
  - chwytanie: na xue

Jednak jest rzadkością, by jedna technika powodowała jeden skutek. Tak więc technika rozszczepiania ścięgna może również wywichnąć staw. 
Qinna powstało około 400 lat temu, na początku XVII wieku, a wywodzi się ze starożytnych zapasów (shuai jiao) i atakowania punktów witalnych (dian xue). Oprócz technik chwytających qinna obejmuje również takie, które wykorzystują nacisk czy nawet uderzenia.
Qinna łączy zdrowy rozsądek z lekarską wiedzą anatomiczną, to znaczy o umiejscowieniu kości, ukształtowaniu mięśni i układzie nerwowym. Zamiast spędzać lata na doskonaleniu jakiejś sekwencji ruchowej tak, aby wykonanie było przeprowadzone instynktownie, praktyk qinna poświęca swój czas na zaznajamianie się z budową ludzkiego ciała. Uczy się on sposobów swobodnego ruchu mięśni i kości oraz sposobów rozrywania i łamania ich. Dzięki przeanalizowaniu całego systemu nerwowego uczy się dokładnej lokalizacji większości podatnych miejsc ciała. W końcu nauczy się on, w jaki sposób lekkim uderzeniem lub naciskiem palca sparaliżować rękę przeciwnika, a także opanuje sposoby przywracania kończyny do normalnego stanu. Ekspert qinna opiera swoje działanie na znajomości słabych i mocnych punktów ciała. Walcząc sukcesywnie stosuje techniki przechwytów, wykręceń, nacisków, dźwigni i rzutów. Jeżeli jedna z tych technik nie skutkuje natychmiast przechodzi do następnej.
Wiedza przekazywana przez mistrzów qinna jest tak rozległa i głęboka, że aby ją poznać potrzeba około 12 lat nauki. Każdy może nauczyć się technik podstawowych, ale głęboka wiedza jest dostępna jedynie pod okiem wykwalifikowanego mistrza. Różne style kung-fu często wykorzystują różne zestawy technik qinna. 
Można powiedzieć, że chwyty to techniki najbardziej podstawowe, a techniki uderzające i uciskające bardziej zaawansowane. Niektóre techniki qinna mogą prowadzić do utraty przytomności, a nawet do śmierci. Mogą wpływać także na obieg energii Qi w organizmie.
Największym wojownikiem qinna był Tung Tsung Ni (1880-1971). Pracował on jako ochrona wędrujących dygnitarzy i karawan kupieckich, zasłynął tym, że powierzeni mu zawsze docierali na miejsce. W wieku 38 lat został mianowany głównym instruktorem armii chińskiej.